# Bosch (serial)
Bosch este un serial american de televiziune police procedural produs de Amazon Studios și Fabrik Entertainment, cu Titus Welliver în rolul detectivului Los Angeles Police Department Harry Bosch. Serialul a fost dezvoltat pentru Amazon de Eric Overmyer, și primul sezon se inspiră din romanele City of Bones (2002), Echo Park (2006) și The Concrete Blonde (1994) ale lui Michael Connelly. A fost unul dintre cei doi piloți de dramă pe care Amazon le-a retransmis online la începutul anului 2014 (împreună cu „The After’’), iar telespectatorii și-au oferit părerile despre el înainte ca studioul să decidă dacă va plasa o comandă de serie. Al șaptelea și ultimul sezon a fost lansat pe 25 iunie 2021.
Au fost anunțate două sequel-uri spin-off. „Bosch: Legacy”, descris de Welliver drept „în esență „Bosch” sezonul 8”, a avut premiera pe 6 mai 2022 pe Amazon Freevee și a fost reînnoit pentru un al doilea și al treilea sezon, primul dintre care a avut premiera pe 20 octombrie 2023. Al doilea spinoff îl urmărește pe detectivul Renée Ballard, care Connelly introdus în romanul The Late Show (2017).